# Kabupaten Toraja Utara
Kabupaten Toraja Utara (engelska: North Toraja Regency) är ett kabupaten i Indonesien.   Det ligger i provinsen Sulawesi Selatan, i den centrala delen av landet, 1 500 km öster om huvudstaden Jakarta. Antalet invånare är 216 762.